# Zonalia nitens
Zonalia nitens är en tvåvingeart som beskrevs av Charles Howard Curran 1934. Zonalia nitens ingår i släktet Zonalia och familjen parasitflugor.
Artens utbredningsområde är Panama. Inga underarter finns listade i Catalogue of Life.